# المدرسة البريطانية في البحرين
المدرسة البريطانية في البحرين هي مدرسة تعليمية انتقائية مختلطة مستقلة تبدأ بالتعليم من رياض الأطفال إلى الصف 12. تضم المدرسة ثلاثة أقسام: الرضع للأطفال في المرحلة الرئيسية الأولى من 3 سنوات 6 سنوات. المرحلة الابتدائية من 7 سنوات إلى 10 سنوات ثم المرحلة العليا للأطفال من 11 سنة إلى 18 سنة ة.

## المنهاج الدراسي
تتبع المدرسة المنهج الوطني للمملكة المتحدة مع بعض التعديلات لتعكس السمات التاريخية والثقافية والطبيعية للبحرين.

### منازل المدرسة
هناك أربعة منازل في المدرسة يتم توزيع الأطفال عليها. هذه المنازل تساعد على تبني روح المدرسة والشعور بالانتماء إلى المدرسة من الروضة إلى الصف 13.
يتم تمثيل المنازل بواسطة الألوان والمخلوقات الأسطورية حسب التالي:
- التنين - الأزرق.
- الغرفين - الأحمر.
- الحصان المجنح - الأصفر.
- العنقاء - الأخضر.

## الطلبة
في المتوسط يوجد طلبة ينتسبون إلى حوالي 70 جنسية سنويا. يشكل الرضع ما يساوي 32٪ من عدد الطلبة و34٪ في المرحلة الابتدائية و34٪ في المرحلة العليا. متوسط حجم الفصل 20 طالب حيث وصلت نسبة الطالب لكل معلم إلى 14 : 1.

## المرافق
تشمل مباني الحرم المدرسي الجديد المرافق المتخصصة مثل مختبرات العلوم وغرف الموسيقى والفن واستوديو الدراما. هناك مرافق رياضية ممتازة بما في ذلك ملعب كرة قدم مضاء وملاعب تنس وحمامي سباحة داخلية. المدرسة لديها أيضا كافتيريا كبيرة.

## الخريجين
كان جيمس آرثر الفائز عام 2012 من الموسم التاسع من المسابقة الموسيقية البريطانية إكس فاكتور طالبا في المدرسة لمدة أربع سنوات.